# ArenaBowl XVIII
Match précédent Match suivant
L'ArenaBowl XVIII voit les SaberCats de San José et les Rattlers de l'Arizona en compétition pour le championnat 2004 de l'Arena Football League. C'est la dernière fois, jusqu'en 2010, que l'ArenaBowl a lieu dans la salle de l'équipe la mieux classée, plutôt qu'en site neutre, et 17 391 fans envahissent l'America West Arena pour voir les SaberCats battre les Rattlers, 69-62 dans le match revanche de l'ArenaBowl XVI.

## Sommaire du match
ArenaBowl XVIII met en vedette les deux meilleures équipes de la ligue et l'une de ses rivalités des plus acerbes. Les Rattlers sont en quête de rédemption, après avoir été démolis par San Jose 52-14 dans l'ArenaBowl XVI et à nouveau vaincus, 43-29 par le Storm de Tampa Bay lors de l'Arenabowl XVII, l'année précédente. Pendant ce temps, les SaberCats cherchent à se venger après que les Rattlers les aient balayés au cours de la saison régulière, remportant le championnat de la division ouest et la première tête de série des playoffs.
Le match n’a pas déçu, car les offensives des deux équipes se sont affrontées pratiquement au coup pour coup durant tout le match. C'est peut-être l’arène le match d'arena football le plus stéréotypée de tous les ArenaBowls à ce jour, aucune des deux défenses n’a été capable de ralentir l’offensive adverse et le match semblait vouloir se décider en faveur de l’équipe qui aurait la possession finale.
Le dernier drive de la première mi-temps s'est toutefois révélé décisif. La légende des Rattlers, Hunkie Cooper, inscrit un touchdown à la course à sept secondes de la fin du temps réglementaire pour égaliser le match à 28. Cependant, les SaberCats réussissent à obtenir un dernier jeu offensif avant la fin du temps imparti. Une courte passe de Mark Grieb pour James Roe qui évite de multiples plaquages sur la route d'un touchdown spectaculaire de 38 yards - son quatrième du match - pour clore avec un score de 35 à 28 pour San José, empêchant ainsi les Rattlers de prendre la tête avec leur première possession de la seconde moitié.
La seconde mi-temps est sensiblement identique à la première, les deux équipes échangeant à nouveau des touchdowns pratiquement à leur guise. Alors que San José mène 63-56, le quarterback de l'Arizona, Sherdrick Bonner, trouve Siaha Burley pour un touchdown de neuf yards. L'entraîneur des Rattlers, Danny White, choisit de tenter de rompre les liens en tentant une conversion de deux points, mais le défenseur de San José, Omarr Smith, dévie une passe de Bonner destinée à Hunkie Cooper, laissant les SaberCats devant, 63-62. White choisit de tenter un onside kick pour reprendre possession du ballon, mais Chuck Reed de San José récupère le ballon et le retourne rapidement pour sept yards et un touchdown. Marquer si vite aurait pu coûter cher à San José, puisque les Rattlers reprennent le contrôle de la balle avec 30 secondes à jouer et un retard de 69-62, le point supplémentaire ayant été manqué par le kicker de San José, Dan Frantz.
Bonner et les Rattlers effectuent une dernière tentative, se rapprochant de la ligne des cinq yards de San José avec deux secondes au compteur. Cependant, la dernière passe de Bonner est incomplète et les SaberCats sortent victorieux, 69-62.
Le match est celui dans lequel le plus de point sont marqués dans l’histoire de l'’ArenaBowl, avec un total de 131 points, dépassant la marque de 107 points de l'ArenaBowl XIII il y a 5 ans. Roe gagne les honneurs de l'Ironman of the Game, tandis que le quarterback de San José, Mark Grieb, avec 27 de ses 36 passes réussies pour 328 yards et huit touchdowns est nommé MVP et joueur offensif du match. Bonner inscrit sept passes de touchdown - quatre à Siaha Burley et trois à Orshawante Bryant - pour mener l'offensive Rattlers, tandis que le défenseur de l'Arizona, Ricky Parker, est nommé joueur défensif du match.
Le match est le dernier de Danny White en tant qu'entraîneur-chef des Rattlers et la fin d'une époque pour la franchise. Le légendaire Hunkie Cooper verra un temps de jeu limité au début de la saison 2005 avant de prendre sa retraite, tandis que White, le seul entraîneur à ce jour dans les 13 années d'histoire de l'organisation des Rattlers, ne sera pas retenu par son nouveau propriétaire, Robert Sarver. De plus, le coordinateur de la défense, Doug Plank, partira pour devenir l’entraîneur-chef de la Force de la Géorgie, qu’il dirigera ensuite vers l'ArenaBowl XIX. Pendant ce temps, il s'agissait du deuxième titre en trois ans de l'entraîneur Darren Arbet et des SaberCats.

## Évolution du score
| Temps           | Description des actions                                                                            | Score SJ-AZ | Score SJ-AZ |
| --------------- | -------------------------------------------------------------------------------------------------- | ----------- | ----------- |
| 1er Quart-temps | |             |             |
| 10:13           | TD de 29 yards par Burley à la suite d'une passe de Bonner (PAT de Garner)                         |             | 00-07       |
| 06:59           | TD de 8 yards par Roe à la suite d'une passe de Grieb (PAT de Frantz)                              | Égalité     | 07-07       |
| 05:18           | TD de 33 yards par Bryant à la suite d'une passe de Bonner (PAT de Garner)                         |             | 07-14       |
| 01:27           | TD de 22 yards par Coleman à la suite d'une passe de Grieb (PAT de Frantz)                         | Égalité     | 14-14       |
| 2e Quart-temps  | |             |             |
| 08:34           | TD de 11 yards par Roe à la suite d'une passe de Grieb (PAT de Frantz)                             |             | 21-14       |
| 04:33           | TD de 26 yards par Burley à la suite d'une passe de Bonner (PAT de Garner)                         | Égalité     | 21-21       |
| 00:52           | TD de 3 yards par Roe à la suite d'une passe de Grieb (PAT de Frantz)                              |             | 28-21       |
| 00:07           | TD de 4 yards à la Cooper par joueur (PAT de Garner)                                               | Égalité     | 28-28       |
| 00:00           | TD de 38 yards par Roe à la suite d'une passe de Grieb (PAT de Frantz)                             |             | 35-28       |
| 3e Quart-temps  | |             |             |
| 11:35           | TD de 6 yards à la course par Kelly (PAT de Garner)                                                | Égalité     | 35-35       |
| 08:42           | TD de 38 yards par Roe à la suite d'une passe de Grieb (PAT de Frantz)                             |             | 42-35       |
| 03:51           | TD de 21 yards par Bryant à la suite d'une passe de Bonner (PAT de Garner)                         | Égalité     | 42-42       |
| 4e Quart-temps  | |             |             |
| 14:50           | TD de 1 yard à la course par Wagner (PAT de Frantz)                                                |             | 49-42       |
| 11:31           | TD de 7 yards par Bryant à la suite d'une passe de Bonner (PAT de Garner)                          | Égalité     | 49-49       |
| 08:36           | TD de 33 yards par Hundon à la suite d'une passe de Grieb (PAT de Frantz)                          |             | 56-49       |
| 06:03           | TD de 5 yards par Burley à la suite d'une passe de Bonner (PAT de Garner)                          | Égalité     | 56-56       |
| 03:44           | TD de 2 yards par Coleman suite d'une passe de Grieb (PAT de Frantz)                               |             | 63-56       |
| 00:31           | TD de 9 yards par Burley à la suite d'une passe de Bonner (conversion de 2 pts manquée par Bonner) |             | 63-62       |
| 00:30           | Kickoff retourné pour 7 yards par Reed (PAT manqué de Frantz)                                      |             | 69-62       |

## Les équipes en présence
| Joueur             | Position  | Université         |
| ------------------ | --------- | ------------------ |
| Shalon Baker (en)  | WR/LB, WR | Montana            |
| Sebastian Barrie   | DE-DT     | Prairie View       |
| Albrey Battle      | OL/DL, DT | Arizona State      |
| Frank Beede        | G-C       | California         |
| Kevin Buck         | FB/LB     | Northwestern       |
| Fred Coleman       | WR        | Washington         |
| Rashied Davis      | DB        | San Jose St.       |
| Wendell Davis      | DB        | Oklahoma           |
| Dan Frantz         | K         | Portland State     |
| Rob Gatrell        | OL, OG    | Fresno State       |
| Mark Grieb         | QB        | California - Davis |
| Sam Hernandez      | OL/DL     | Sonoma State (CA)  |
| James Hundon       | WR        | Portland St.       |
| Joe Jacobs         | OL/DL     | Utah State         |
| Brian Johnson      | FB, RB    | New Mexico         |
| Kevin Jordan       | OL/DL     | Fresno State       |
| Keala Keanaaina    | FB/LB     | California         |
| Matt Kinsinger     | FB        | Slippery Rock (PA) |
| Dan Loney          | OL/DL     | Cal-Poly SLO       |
| Charles Pauley     | WR        | San Jose State     |
| Chuck Reed         | OL        | Nevada-Las Vegas   |
| Jerry Reese        | WR        | San Jose St.       |
| James Roe          | WR        | Norfolk St.        |
| Nick Rolovich      | QB        | Hawaii             |
| Calvin Schexnayder | WR, WR/LB | Washington State   |
| Omarr Smith        | DB        | San Jose State     |
| Clevan Thomas      | DB        | Florida State      |
| Tupo Tuupo         | FB/LB     | Washington State   |
| Barry Wagner       | WR        | Alabama A&M        |
| George Williams    | DT        | North Carolina St. |
| Devin Wyman        | DT        | Kentucky St.       |

| Joueur            | Position  | Université               |
| ----------------- | --------- | ------------------------ |
| Vince Amey        | DE        | Arizona St.              |
| Jason Andersen    | G         | BYU                      |
| Sherdrick Bonner  | QB        | Cal State-Northridge     |
| Orshawonte Bryant | WR/DB     | Portland State           |
| Siaha Burley      | WR        | Central Florida          |
| Hunkie Cooper     | WR/LB     | Nevada-Las Vegas         |
| Terence Davis     | WR/LB, WR | McNeese State            |
| Tim Engelhardt    | OL/DL, DT | New Mexico State         |
| Jerome Evans      | OL/DL     | Kansas State             |
| Wendall Gaines    | TE-DE     | Oklahoma St.             |
| Nelson Garner     | K         | James Madison            |
| Randy Gatewood    | WR/DB     | Nevada-Las Vegas         |
| Joe Germaine      | QB        | Ohio St.                 |
| Phil Glover       | LB        | Washington St.           |
| Lindsay Hassell   | OL/DL     | Utah State               |
| Bryan Henderson   | DL        | Northwest Oklahoma State |
| Kelvin Hunter     | DB        | Arizona                  |
| Kelvin Ingram     | OL/DL     | Oklahoma State           |
| Joe Jackson       | FB/LB     | San Diego State          |
| Bo Kelly          | FB/LB     | East Texas State         |
| Clarence Lawson   | DB        | Utah                     |
| Hamin Milligan    | DB        | Houston                  |
| Charlie Morris    | OL        | Temple                   |
| Larry Nixon       | WR/LB     | Sam Houston State        |
| AJ Novak          | FB/LB     | William Penn (IA)        |
| Tom Pace          | WR/LB     | Arizona State            |
| Ricky Parker      | DB        | San Diego St.            |
| Tony Plantin      | OL/DL, DT | Clemson                  |
| Antoinne Scott    | OL/DL     | Mississippi              |
| Justin Taplin     | WR/DB     | Arizona State            |
| Pete Tramontanas  | OL/DL     | Nevada-Las Vegas         |
| Frank Trentadue   | FB/LB     | Elmhurst College (IL)    |
| Mark Tucker       | G         | USC                      |
| James Williams    | LB        | Mississippi St.          |
| Jason Witczak     | K         | Southeast Missouri State |

## Statistiques par équipe
| Données                   | San José | Arizona |
| ------------------------- | -------- | ------- |
| 1er Downs                 | 19       | 27      |
| Yards à la course         | 2        | 10      |
| Yards à la passe          | 328      | 367     |
| Fumbles/Perdu             | 1/0      | 0/0     |
| Yards en retour de Fumble | 0        | 0       |
| Pénalités/Yards           | 6/43     | 4/16    |
| Temps de possession       | 29:13    | 30:47   |
| Conversion de 3e Down     | 4/6      | 3/5     |
| Conversion de 4e Down     | 0/0      | 1/2     |